# Siegfried I. z Koloniće
Siegfried I. (též Seyfried) Kolonič z Kologradu (německy Siegfried I. (Seyfried) von Kollonitz, † 17. listopadu 1555, Vídeň) byl uhersko-rakouský šlechtic z původem chorvatského rodu Koloničů z Kologradu.

## Život
Narodil se jako syn Jiřího Koloniče z Kologradu († 1509), zakladatele hradu Schleinitz v Celjském okrese ve Štýrsku a jeho manželky Barbory z Rottalu.
Siegfried byl doktorem obojího práva a stale se vojenským poradcem v Dolním Rakousku. Během prvního obléhání Vídně Turky v roce 1529 se vyznamenal svou statečností natolik, že ho císař Karel V. v roce 1530 pasoval na rytíře a předal mu zlatý řetěz se svou podobiznou a následně se stal prvním komorníkem a tento úřad zastával také za císaře Ferdinanda I.  V roce 1552 byl jmenován do funkce císařského dvorního rady. Celkem po 40 let a předsedal Dolnorakouskému zemskému sněmu.

### Manželství a potomstvo
Siegfried z Koloniče byl ženatý s Johanou z Orschonu. Z jejich manželství se narodili tři synové Ferdinand, Jiří Seyfried a Gabriel. 
Seyfrieda lze označit za zakladatele všech pozdějších linií rodu Koloničů z Kologradu, které vzešly od jeho synů.